# Курах
Кура́х (лезг. Кьурагь) — село в Дагестане, административный центр Курахского района и муниципального образования сельское поселение «Сельсовет Курахский».

## Этимология
По данным кавказоведа и топонимиста Гана К. Ф. название Курах происходит от одноименной реки Курах, а сам гидроним восходит к тюркскому гурах — «сухое место».

## История

### Основание
На этот счёт существует много мнений, но большинство историков склоняются к тому, что группа беженцев из разорённого варварами города Гияр-шехер основала неподалёку от крепости семь небольших аулов — Хуквазар, Цӏийи хур, Сернегьар, Юрхвал, Чватар-кам, Хикен хур, Чуру-хур. Из-за близкого расположения друг к другу аулы постепенно объединились, образовав Курах.

Касательно происхождения села советский этнограф Лавров Л. И. пишет:
«Районный центр Курах расположен на склоне горы. Здесь мало зелени, часто стоят туманы и идут дожди. В селении семь “кварталов”, в каждом из которых прежде была своя мечеть. Дома каменные и почти все двухэтажные». «Предание рассказывает, что до образования Кураха предки его жителей обитали в сел. Гияр, которое находилось выше, на соседней горе. Там до сих пор видны фундаменты построек. В Гияре не знали ни ханов, ни беков. Одним из гиярских военачальников был некий Мукаил, выходец из крестьян. В ту пору гиярцы часто воевали с дербентцами, табасаранцами, ахтынцами и иранцами. Некоторые из курахцев считаются потомками пленных ахтынцев. В первой половине XVIII века Гияр был разорен Надир-шахом, и жители, бросив свое пепелище, построили на месте гиярского кладбища новое селение и назвали его Курахом».

### Средневековье
На XIV век приходится рост Курахского общества.
В 1356 году было создано независимое Курахское государство. В 1585 году турецкий полководец Джафар-паша после многочисленных попыток захватил селение Курах и разрушил его. Такая же участь постигла и соседние селения. После полувековой борьбы войска ширваншаха разгромили и обложили данью курахцев. В 1734 году Курах был взят войсками Надир-шаха.

### XIX—XX века
В XIX веке Российская империя завоёвывает Северный Кавказ, и Курах служит одной из основных опорных точек России на Кавказе. 7 декабря 1811 года русские войска разбили лезгинские отряды в битве у села Шихикент и взяли Курах. В 1812 году в село входят российские войска под командованием генерала Хотунцова. Затем было образовано Кюринское ханство с резиденцией в Курахе. Правителем ханства был назначен Асланбек. В селе Хотунцов оставляет небольшой военный гарнизон для укрепления власти и защиты вновь образованного ханства от местных горцев. В 1824 году в Курахе построено святилище на могиле 39 горцев, погибших при взятии Кураха русскими войсками в 1812 году. С 1866 по 1928 года Курах входил в Кюринский округ в составе Курахского наибства. Являлся единственным населённым пунктом Курахского сельского общества. В 1886 году в Курахе проживало 1867 человек.
С 1967 года действует Курахский самодеятельный театр.

## Население
| \| 1895[8] \| 1926[9] \| 1939[10] \| 1959[11] \| 1970[12] \| 1979[13] \| 1989[14] \| \| -------- \| -------- \| -------- \| -------- \| -------- \| -------- \| -------- \| \| 1751 \| ↗1993 \| ↗2602 \| ↘2366 \| ↗3089 \| ↘3083 \| ↘2607 \| \| 2002[15] \| 2010[16] \| 2021[1] \| \| \| \| \| \| ↗3142 \| ↗3235 \| ↗3444 \| \| \| \| \| 1000 2000 3000 4000 1970 2021 |       |       |       |       |       |       |
| 1895 | 1926  | 1939  | 1959  | 1970  | 1979  | 1989  |
| 1751 | ↗1993 | ↗2602 | ↘2366 | ↗3089 | ↘3083 | ↘2607 |
| 2002 | 2010  | 2021  |       |       |       |       |
| ↗3142 | ↗3235 | ↗3444 |       |       |       |       |

Национальный состав
В селе живут лезгины, по вероисповеданию мусульмане-сунниты. Село является центром лезгинского сихила «кьурагьар».

## Известные уроженцы
Чамту — национальная героиня лезгин, почитается как образец наивысших нравственных качеств лезгинской женщины.
Джабар Аскеров —  чемпион Европы по тайскому боксу среди профессионалов.